# Brnaze
Brnaze falu Horvátországban Split-Dalmácia megyében. Közigazgatásilag Sinjhez tartozik.

## Fekvése
Splittől légvonalban 25, közúton 32 km-re északkeletre, községközpontjától 3 km-re délre, a dalmát Zagora területén, a Sinji mező nyugati részén, a Visoka-hegy keleti lábánál, az 1-es számú főútvonal mentén fekszik.

## Története
A falu területén már a kőkorszakban is éltek emberek, ezt igazolja az a kőszekerce, melyet Petar Delija földjén találtak. Kerültek elő illír és római  leletek az ókorból is, melyek között főként ékszerek és kőtöredékek találhatók. A horvátok ősei a 7. században telepedtek meg ezen a területen, majd a 9. századra áttértek a kereszténységre. Ezt bizonyítja Mijoljača nevű településrészén a 9. században felépített Szent Mihály templom, mely az itteni középkori település temploma volt. A falut és templomát valószínűleg a török pusztította el és ezt követően, mivel több mint százötven évig puszta volt, feledésbe merült. A Bunarska glavicánál levő forrást és környékét azonban a nép mindig is csodatevő helyként tartotta számon, ahova hitük szerint járványok idején napfelkelte előtt, vagy napnyugta után körmenetben vonultak és gyógyulást nyertek. Itt csak egy remete élt aki Szent Mihály szobrát a 9 kilométerre fekvő Triljre menekítette. Azóta ünnepli meg Trilj népe Szent Mihály napját, amikor vásárt is rendeznek ott. Bunarska glavicán a helyiek a századok során kőtöredékeket, pénzeket, sírok maradványait találták, melyek mind arra utaltak, hogy itt egykor épületek álltak. Először Lujo Marun atya tervezett itt ásatásokat, de ezekre végül csak a II. világháború után 1947-ben kerülhetett sor, amikor az ószláv templom és a tőle délnyugatra fekvő nagy kiterjedésű késő középkori temető feltárásra került. A térségben a török uralom, 1686-ig Sinj felszabadításáig tartott. A török felett 1715-ben Sinjnél aratott nagy győzelem, majd az 1718-as  pozsareváci béke véget vetett az állandó török veszélynek. A kipusztult lakosság pótlására a velencei hatóságok irányításával és rámai ferences szerzetesek vezetésével Boszniából és Hercegovinából keresztény lakosság érkezett. A velencei uralomnak 1797-ben vége szakadt és osztrák csapatok vonultak be a településre. 1806-ban az osztrákokat legyőző franciák uralma alá került, de Napóleon lipcsei veresége után 1813-ban újra az osztrákoké lett. A Habsburg uralom 1918-ig tartott. 1918-ban az új szerb-horvát-szlovén állam, majd később Jugoszlávia részévé vált. 1857-ben 718, 1910-ben 1199 lakosa volt. A második világháború idején a Független Horvát Állam része volt. A háború után a szocialista Jugoszlávia része lett. A település 1991-től a független Horvátországhoz tartozik. 2011-ben 3184 lakosa volt, akik főként mezőgazdaságból és állattenyésztésből éltek és a közeli városokban dolgoztak.

## Lakosság
| Lakosság változása | Lakosság változása | Lakosság változása | Lakosság változása | Lakosság változása | Lakosság változása | Lakosság változása | Lakosság változása | Lakosság változása | Lakosság változása | Lakosság változása | Lakosság változása | Lakosság változása | Lakosság változása | Lakosság változása | Lakosság változása |
| ------------------ | ------------------ | ------------------ | ------------------ | ------------------ | ------------------ | ------------------ | ------------------ | ------------------ | ------------------ | ------------------ | ------------------ | ------------------ | ------------------ | ------------------ | ------------------ |
| 1857               | 1869               | 1880               | 1890               | 1900               | 1910               | 1921               | 1931               | 1948               | 1953               | 1961               | 1971               | 1981               | 1991               | 2001               | 2011               |
| 718                | 905                | 787                | 950                | 1.126              | 1.199              | 1.495              | 1.722              | 1.712              | 1.846              | 2.108              | 2.536              | 3.126              | 3.097              | 3.223              | 3.184              |

## Nevezetességei
- Mijoljača nevű településrészén, a Bunarska glavica nevű helyen 1947 és 1948 között végzett régészeti feltárások során egy hatkaréjos alaprajzú 9. századi, Mihály arkangyalnak szentelt templom alapfalait ásták ki. Az ásatásokat Stjepan Gunjača vezette, aki az eredményeket 1955-ben publikálta.[2] A templom alapfalai egy futballpálya építése miatt mára teljesen eltűntek. A templom a hatkaréjos dalmát templomok közé tartozott, amilyeneket többek között Skrabinjban, Trogirban, Splitben, Zárában, vagy a boszniai Rogačićán is találhatunk. Az itteni templom a kora román, középkori dalmáciai építészet kiemelkedő alkotása volt.
- Szent Nikola Tavelić (Tavelics Szent Miklós) tiszteletére szentelt római katolikus temploma 1971 és 1973 között épült Ante Barač tervei szerint. Egyhajós betonépület apszissal, kis sekrestyével, fedett bejárata felett harangtoronnyal. A Sinji Boldogasszony plébánia filiája. A temetőkápolna 1940-ben épült.